# IFK Mariehamn
IFK Mariehamn (Idrottsföreningen Kamraterna Mariehamn) je fotbalový klub z Mariehamnu, hlavního města Alandských ostrovů, který byl založen roku 1919. Letopočet založení je i v klubovém emblému.
V sezóně 2016 hraje nejvyšší finskou soutěž Veikkausliiga. Klubové barvy jsou zelená a bílá.

## Historie
Sportovní klub byl založen v roce 1919, fotbalu se začal věnovat až ve třicátých letech, v celostátních soutěžích nastupoval od roku 1945. Do druhé nejvyšší soutěže poprvé postoupil roku 1972, ale hned sestoupil, znovu ji hrál v letech 1977, 1978 a 2004, kdy skončil na druhém místě a po vítězství v baráži nad FC Jazz Pori postoupil poprvé v historii do první ligy, v níž bez přestávky účinkuje dodnes (rok 2015). Nejlepším umístěním bylo čtvrté místo v letech 2009, 2012 a 2013, kdy si poprvé zajistil účast v evropských pohárech; v Evropské lize UEFA 2013/14 vypadl v předkole s ázerbájdžánským klubem FK Inter Baku po domácí porážce 0:2 a remíze venku 1:1. V roce 2015 získal IFK Mariehamn první celostátní trofej, když ve finále finského poháru porazil FC Inter Turku 2:1. Klub také získal 44 vítězství v alandském poháru.

V sezóně 2016 se stal poprvé v historii vítězem finské Veikkausliigy.

## Úspěchy
- 1× vítěz finského poháru (2015)[2]
- 1× vítěz Veikkausliigy (2016)[3]